# Jogos Insulares de 2017
Os XVII Jogos Insulares (também conhecido como Jogos insulares NatWest 2017, por motivos de patrocínio) foram realizados em Gotland, na Suécia, entre os dias 24 e 30 de junho de 2017. Esta foi a segunda vez que a ilha sediou os Jogos, a primeira sendo em 1999.

## Ilhas participantes
23 entidades insulares da IIGA, provenientes da Europa, Atlântico Sul e região do Caribe competiram nestes jogos. A Ilha de Rhodes originalmente planejava competir nos jogos, mas depois se retirou, em 31 de maio de 2017, devido à situação financeira da Grécia.
- Åland
- Alderney
- Anglesey
- Bermuda
- Frøya
- Gibraltar
- Gotland
- Groelândia
- Guernsey
- Hitra
- Ilha de Man
- Ilha de Wight
- Ilhas Cayman
- Ilhas Faroé
- Ilhas Malvinas
- Ilhas Ocidentais
- Jersey
- Minorca
- Orkney
- Saaremaa
- Santa Helena
- Sark
- Shetland

## Esportes
Os Jogos Insulares de 2017 contaram com 14 modalidades diferentes. Os números entre parênteses indicam o número de disputas de medalha em cada esporte.
- Atletismo (41) (detalhes)
- Badminton (6) (detalhes)
- Basquete (2) (detalhes)
- Ciclismo (20) (detalhes)
- Futebol (2) (detalhes)
- Ginástica (24) (detalhes)
- Golf (4) (Golf nos Jogos Insulares de 2017)
- Natação (43) (detalhes)
- Tênis (7) (detalhes)
- Tênis de mesa (6) (detalhes)
- Tiro com arco (14) (detalhes)
- Tiro Esportivo (43) (detalhes)
- Triatlo (4) (detalhes)
- Vôlei
  -  Vôlei (2) (detalhes)
  -  Vôlei de praia (2) (detalhes)

## Quadro de medalhas
| Pos                 | Equipe              | Ouro | Prata | Bronze | Total |
| 1                   | Ilha de Man         | 39   | 36    | 26     | 101   |
| 2                   | Ilhas Faroé         | 30   | 27    | 30     | 87    |
| 3                   | Jersey              | 29   | 21    | 35     | 85    |
| 4                   | Guernsey            | 27   | 35    | 32     | 94    |
| 5                   | Gotland             | 23   | 19    | 20     | 62    |
| 6                   | Saaremaa            | 17   | 8     | 7      | 32    |
| 7                   | Ilhas Ocidentais    | 10   | 3     | 1      | 14    |
| 8                   | Åland               | 9    | 4     | 14     | 27    |
| 9                   | Ilha de Wight       | 7    | 12    | 7      | 26    |
| 10                  | Ilhas Cayman        | 7    | 10    | 8      | 25    |
| 11                  | Gibraltar           | 6    | 8     | 12     | 26    |
| 12                  | Minorca             | 6    | 6     | 8      | 20    |
| 13                  | Shetland            | 4    | 5     | 5      | 14    |
| 14                  | Bermuda             | 2    | 13    | 7      | 22    |
| 15                  | Santa Helena        | 2    | 1     | 2      | 5     |
| 16                  | Orkney              | 2    | 0     | 5      | 7     |
| 17                  | Groelândia          | 1    | 5     | 0      | 6     |
| 18                  | Anglesey            | 1    | 4     | 4      | 9     |
| 19                  | Hitra               | 1    | 1     | 2      | 4     |
| 20                  | Ilhas Malvinas      | 0    | 0     | 1      | 1     |
| 20                  | Sark                | 0    | 0     | 1      | 1     |
| 22                  | Alderney            | 0    | 0     | 0      | 0     |
| 22                  | Frøya               | 0    | 0     | 0      | 0     |
| Totais (23 Equipes) | Totais (23 Equipes) | 223  | 218   | 227    | 668   |